# Chochołów (województwo łódzkie)
Chochołów – wieś w Polsce położona w województwie łódzkim, w powiecie kutnowskim, w gminie Żychlin.
| SIMC    | Nazwa    | Rodzaj    |
| ------- | -------- | --------- |
| 0580210 | Jadwigów | część wsi |
| 0580227 | Strzelce | część wsi |

W latach 1975–1998 miejscowość administracyjnie należała do województwa płockiego.